# さとこいめぐさん
さとこいめぐさん は2004年10月から2005年3月までの半年間、日本テレビ系列で土曜24時50分 - 25時50分に放送されていたバラエティ番組である。
（特番があった日は時間が後ろにずれることがあった。毎月最終土曜は「ジェネジャン!!」のため放送なし）

## 概要
「さとこいめぐさん」はレギュラー出演者である佐藤江梨子・小池栄子・MEGUMIの名前から最初の2文字ずつを取って敬称の「さん」を付けたもので、この番組内でのみ3人のトリオ名としても用いられている。
番組開始90秒前に、絵梨華によるおしゃべり（ナレーション）とともに覆面の指人形が登場する予告CMが流れる。
放送中の時期に3人の所属事務所イエローキャブの分裂騒動が起き、MEGUMIはイエローキャブを離れサンズエンタテインメントに移った。この番組は特に影響なく継続された。

## コーナー
「和製小悪魔参上」を除く各コーナーに、絵梨華によるおしゃべりが挿入される。また、DVDのチャプタータイトルに似せた「本日のメニュー」が各コーナーの前にあり、次にどのコーナーが流れるか予告される。
ただし、2005年3月19日の最終回では「本日のメニュー」なしだった。

### GUEST TALK
番組最初のコーナー。ゲスト（下記リストを参照）を呼び「Miss BOARD-san」と名付けられたホワイトボードを使って、しゃべりたいことを語ってもらう。初期の頃は、コーナー終了が近づくと「蛍の光」が流れた。
- 2004年10月9日：陣内孝則
- 2004年10月16日：ドランクドラゴン
- 2004年10月23日：村上隆
- 2004年11月6日：キャイ〜ン
- 2004年11月13日：T.M.Revolution
- 2004年11月20日：森三中
- 2004年12月4日：竹中直人
- 2004年12月11日：だいたひかる・友近
- 2004年12月18日：飯島愛・家田荘子
- 2005年1月8日：木村祐一・YOU
- 2005年1月15日：赤井英和
- 2005年1月22日：浅草キッド・岩井志麻子
- 2005年2月5日：哀川翔
- 2005年2月19日：インパルス
- 2005年3月5日：井筒和幸・沢尻エリカ
- 2005年3月12日：石田純一・眞鍋かをり
- 2005年3月19日：川島省吾マネージャー（劇団ひとり）・絵梨華・だいたひかる

### 実録!? マネージャーウォーズ
さとこいめぐさんを川島マネージャーこと劇団ひとりが様々な場所に連れ出し、3人の成長のためにと様々な体験をさせる。FUJIWARAやスピードワゴンやペナルティなどの男性芸人と組んでチーム対決することもある。

### かけだしライターと編集長
週刊誌の取材という趣向で都内の女性に街頭アンケートを取り、記者のさとこいめぐさんが気になる回答をピックアップし、それを元にトークを繰り広げる。

番組開始当初は3人だけで進行していたが、途中から編集長（清水ミチコ）が加わった。

また2004年12月4日放映分からコーナータイトルが「週刊CabCab編集部」から現在のものに変更された。これは所属事務所の社長交代劇に配慮した措置と思われる。

### ミニコーナー
以下のうち1コーナーが、ローテーションで放映される。だが、2005年に入ってから消滅し、結果として各コーナーとも1～2回で終わった。

#### 三頭主日記
3つの頭を持つ謎の生物・三頭主（さんとす：さとこいめぐさんが1つの着ぐるみに入ったキャラクター）の日常を描くショートコント。
三頭主の着ぐるみを視聴者にプレゼントするという企画もあり、番組公式サイトで募集告知されたが、結局プレゼント企画は実現しないまま終わった。

#### カップルヨガ
佐藤がオカマの安奈ちゃんと組み、ペア向けのヨガの型を披露する。

#### めぐさんの声に出して読みたいヒットソング
子供たちの前で懐メロの歌詞を朗読する。

#### コイケさんの電話相談室
悩める街の人からの電話相談にアドバイスする。

### 和製小悪魔参上
サンズエンタテインメントの女性ユニット・雅（みやび：2005年1月26日にCDデビュー）が街のあちこちで歌う。

## スタッフ
- 総合演出：毛利忍
- 企画・プロデューサー：矢追孝男
- チーフプロデューサー：吉川圭三

## 外部データ
- 番組公式サイト

| 日本テレビ放送網 土曜24:50～25:50枠           | 日本テレビ放送網 土曜24:50～25:50枠 | 日本テレビ放送網 土曜24:50～25:50枠 |
| 前番組                                        | 番組名                              | 次番組                              |
| --------------------------------------------- | ----------------------------------- | ----------------------------------- |
| カミングダウト (毎月最終週は「ジェネジャン」) | さとこいめぐさん                    | バリューナイトフィーバー            |